# Кавун
Каву́н звичайний, кавун (Citrúllus lanátus) — баштанна культура родини гарбузових.
Вирощується в районах з великим сонячним випромінюванням. В Україні традиційним центром виробництва баштанних культур є Херсонська область, де щорічно збирається понад 50 % урожаю кавунів у країні.
Українське «кавун» походить від тур. kavun («диня»).

## Поширення і екологія

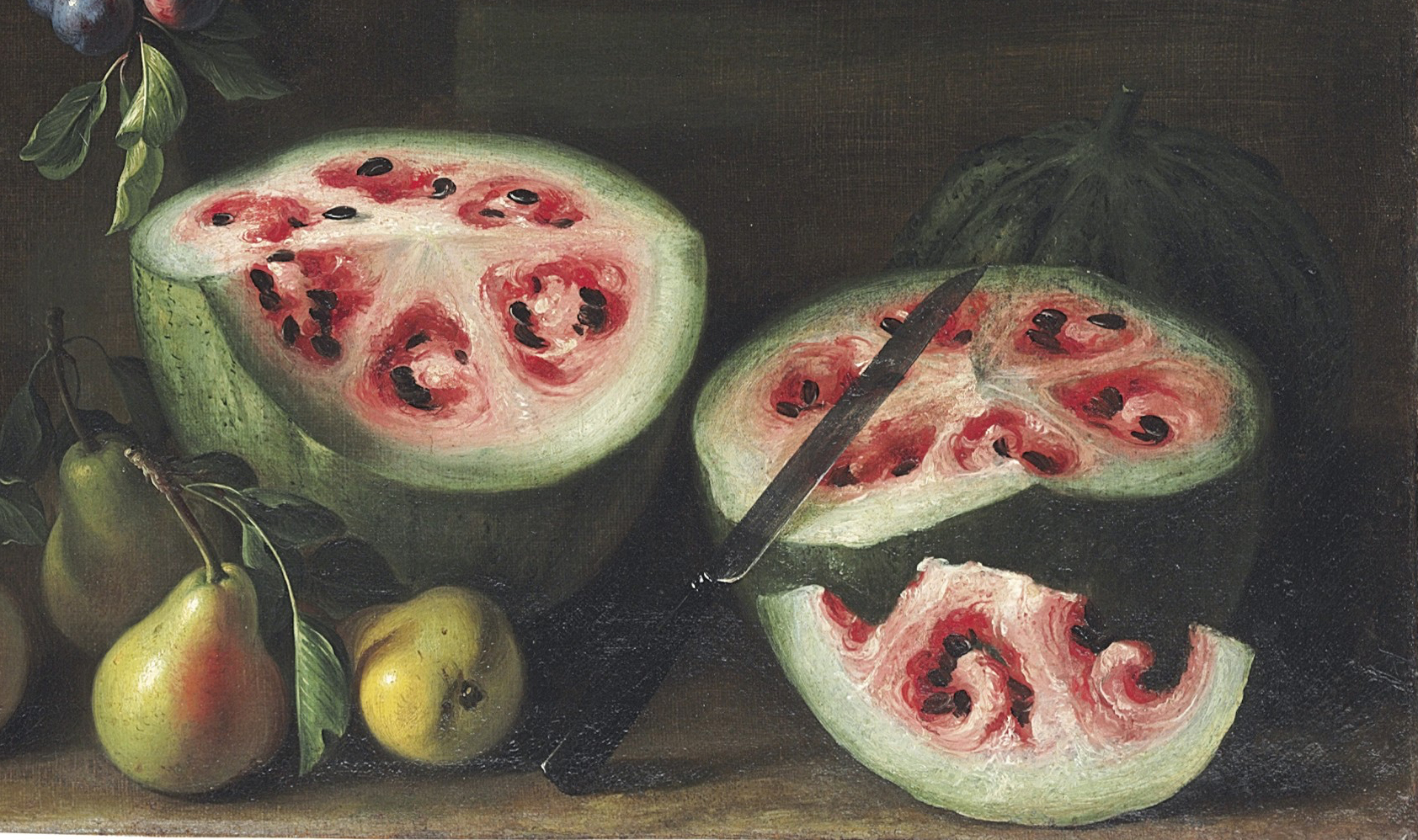
Кавуни на картині Джованні Станкі, 17 с. Відтоді завдяки культивації покращилися їхні споживчі якості (вони стали солодшими, зменшився розмір неїстивних стінок між м'якіттю тощо).

Батьківщиною кавуна є Південна Африка (Ботсвана, Лесото, Намібія, ПАР: Капська провінція, Вільна держава, Гаутенг, Квазулу-Наталь, Лімпопо, Мпумаланга, Північно-Західна провінція, Північна Капська провінція), де він досі зустрічається в дикому вигляді.
Уже в Стародавньому Єгипті люди знали та обробляли цю культуру. Кавун часто поміщали в усипальниці фараонів як джерело їжі в їхньому потойбічному існуванні. У Західну Європу кавуни були завезені в епоху хрестових походів. На територію Русі кавуни були завезені з території Хозарського каганату в XIII—XIV століттях, де вони спочатку культивувалися на Нижній Волзі.
Найбільше культивується в Китаї, далі з помітним відставанням слідують Єгипет, а також США та Мексика.
В Україні основні обсяги кавуна вирощують на Херсонщині та в сусідніх південних областях; тут кавун вільно дозріває на богарних землях частково на зрошенні, досягаючи при цьому чудових смакових якостей. У середніх чорноземних областях в ґрунті кавун іноді не дозріває, так само як і в північніших місцевостях, тому культура на полях замінюється виведенням його в парниках. Для баштанної культури вважається кращим цілинний супіщаний чорнозем, на якому плоди виходять більші, ніж на суглинистому. Дозрівання ранніх сортів — у другій половині червня, пізніх — до жовтня.

## Ботанічний опис

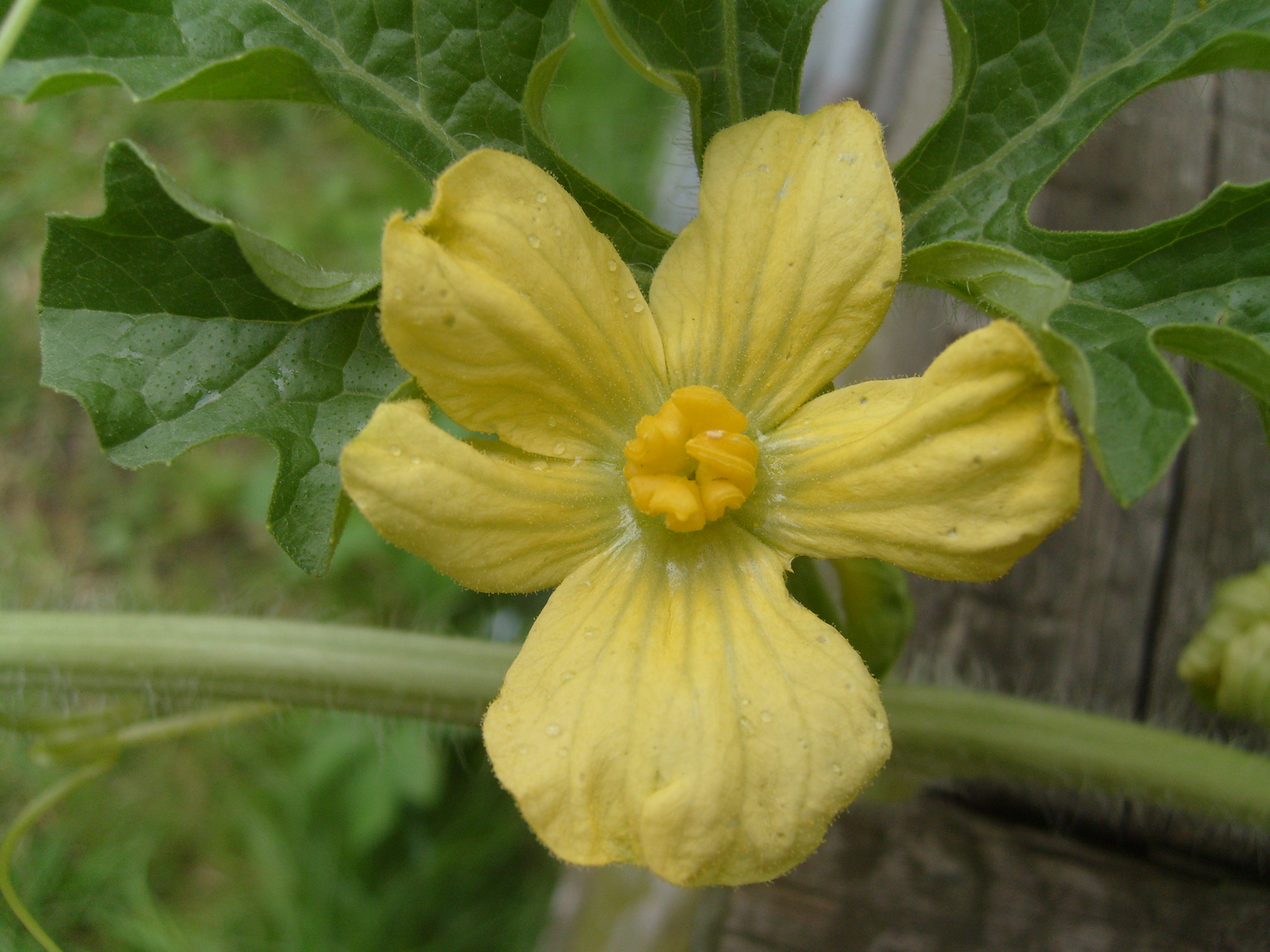
Квітка кавуна

Стебла тонкі, гнучкі, повзучі або кучеряві, звичайно округло-п'ятигранні, завдовжки до 4 м і більше, розгалужені. Молоді частини стебла густо опушені м'якими відстовбурченими волосками.
Листя на довгих черешках, чергове, волосисте, грубувате, в контурі трикутно-яйцювате, при основі серцеподібне, завдовжки від 8 до 22 см і завширшки від 5 до 18 см, з обох сторін жорстко шорстке, глибоко трироздільне, частки його перисто-роздільні або двічі перисто-роздільні, з подовженням на верхівці, гострою середньою частиною, бічні частки зазвичай закруглені, іноді листя цільне, більш-менш лопатеве.
Квітки одностатеві, з приквітничками човникоподібної форми. Тичинкові квітки поодинокі, діаметром 2-2,5 см, на волохатому квітконосі; квітколоже широко дзвоноподібне, пухнасте; чашолистки від вузько-ланцетних до шиловидно-ниткоподібних; віночок зовні зеленіючий і волохатий, широко-лійчастий, частки його довгасто-яйцеподібні або овальні; тичинок п'ять, з них чотири попарно зрощені, а одна вільна. Маточкові квітки поодинокі, трохи більші від чоловічих; зав'язь більш-менш опушена; стовпчик тонкий, довжиною близько 5 мм; рильце п'ятилопатеве, зеленувате.
Насіння плоске, часто облямоване, різноманітно забарвлене, з рубчиком. М'якоть рожева або червона, дуже соковита і солодка, але є сорти з білувато-жовтою м'якоттю.

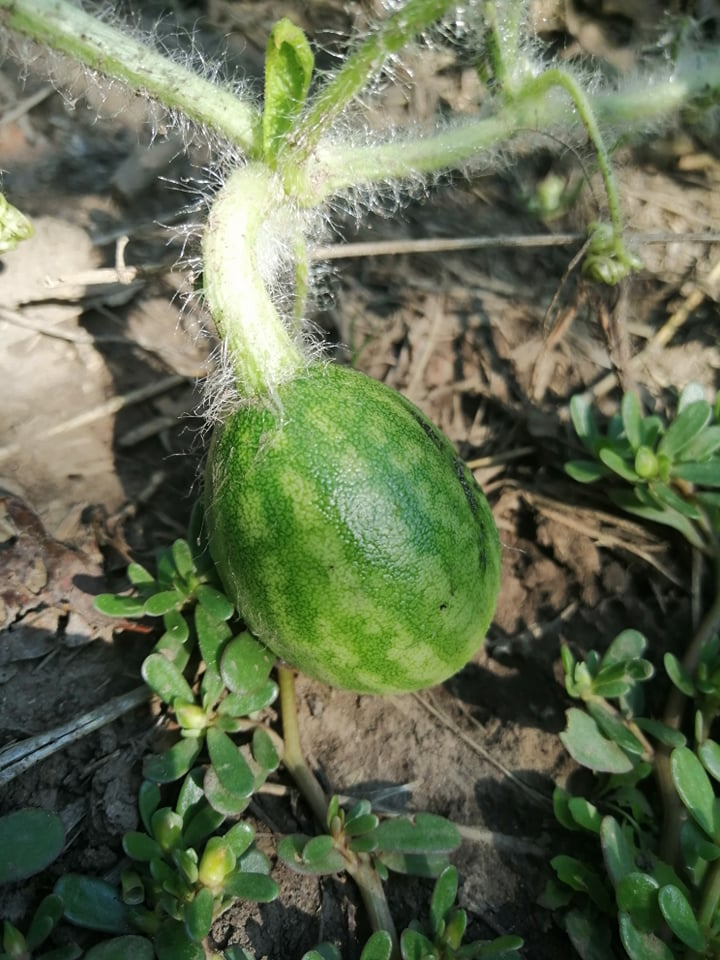
Кавун звичайний. Процес росту кавуна у серпні місяці

Цвіте в літні місяці. Тип плоду — гарбузина. Плоди дозрівають в серпні-вересні.

## Хімічний склад
Плодова м'якоть кавуна містить від 5,5 до 13 % легкозасвоюваних цукрів (глюкоза, фруктоза і сахароза). До моменту дозрівання переважають глюкоза і фруктоза, сахароза накопичується в процесі зберігання кавуна. У м'якоті містяться пектинові речовини — 0,68 %, білки — 0,7 %; кальцій — 14 мг/%, магній — 224 мг/%, натрій — 16 мг/%, калій — 64 мг/%, фосфор — 7 мг/%, залізо в органічній формі — 1 мг/%; вітаміни — тіамін, рибофлавін, ніацин, фолієва кислота, каротин — 0,1-0,7 мг/%, аскорбінова кислота — 0,7-20 мг/%, лужні речовини. У 100 грамах їстівної частини плоду міститься 38 калорій. У межах норми нітрати — це не зовсім погано, але щоб їх вміст не перевищував норму у 8 грамів.

## Світове виробництво кавунів

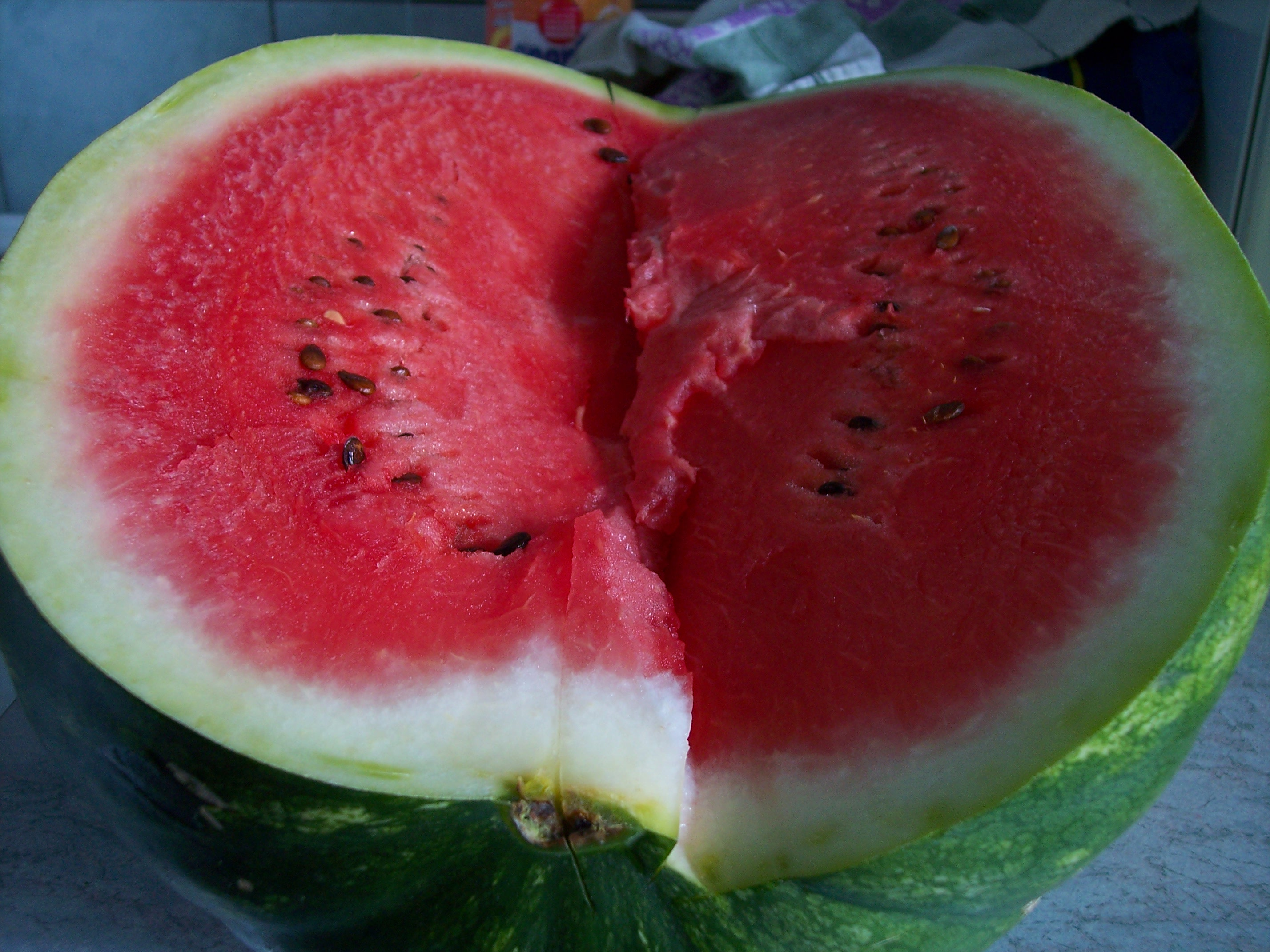
Розрізаний кавун

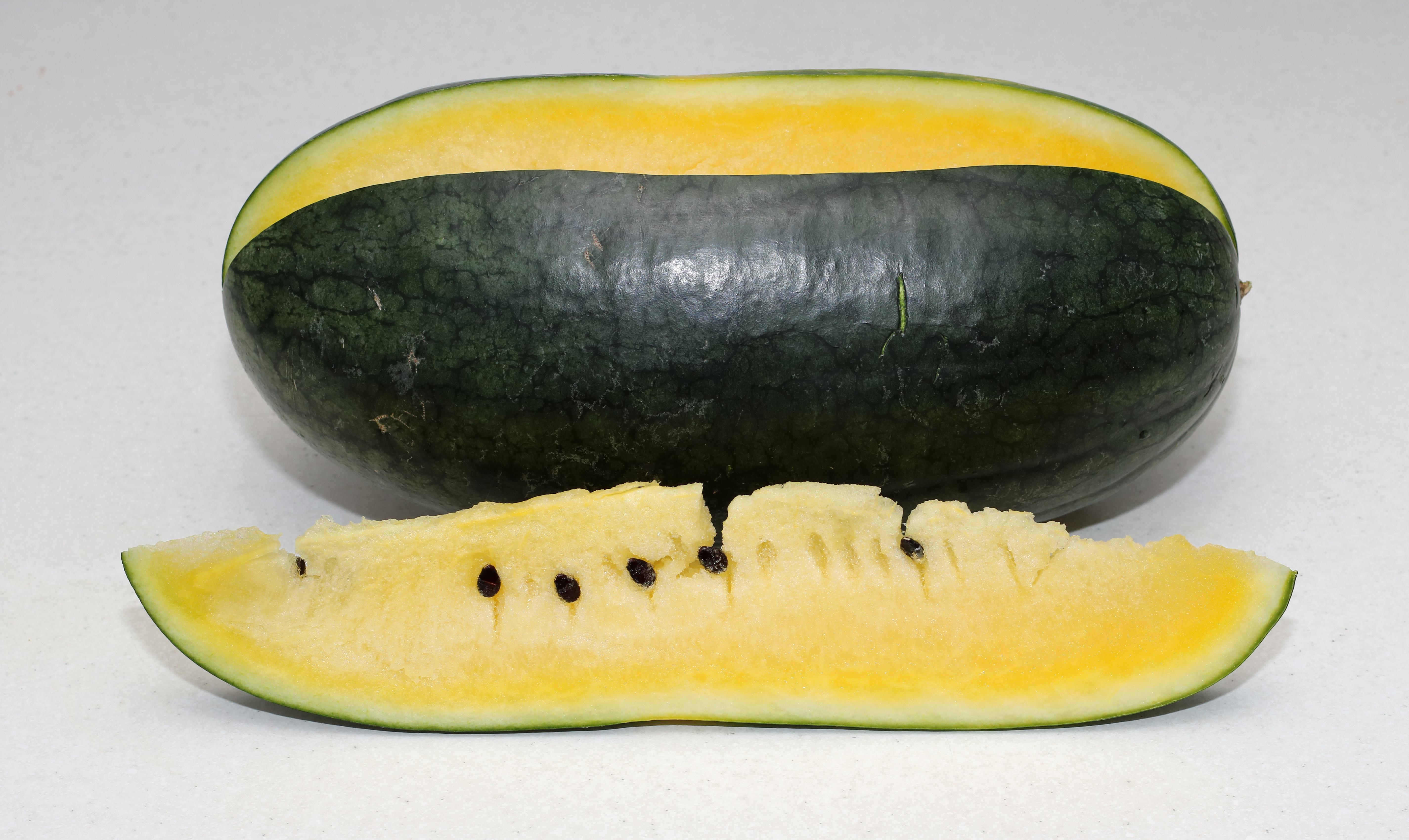
Кавун з жовтою м'якоттю

Виробництво кавунів 2007 р. за даними Продовольчої і Сільськогосподарської Організації ООН
| № | Країна     | Виробництво кавунів, т |
| - | ---------- | ---------------------- |
| 1 | Китай      | 62 256 973             |
| 2 | Туреччина  | 3 796 680              |
| 3 | Іран       | 3 300 000              |
| 4 | Бразилія   | 2 092 630              |
| 5 | США        | 1 944 490              |
| 6 | Єгипет     | 1 912 991              |
| 7 | Росія      | 1 060 000              |
| 8 | Мексика    | 1 058 848              |
| 9 | Узбекистан | 840 000                |

## Сорти кавуна
- Огоньок (сорт кавуна)
- Кавбуз

## Цікаві факти
- Всесвітній день кавуна відзначається щорічно 3 серпня[5][6].
- Найбільший кавун в світі виростила сім'я зі штату Арканзасу (США). Влітку 2005 року вони виростили кавун вагою 122 кг (268,8 фунтів)[7].
- Кавуновий стереотип існує в расистських колах США, відповідно до якого, чорношкірі нібито надзвичайно полюбляють кавуни.
- В Японії в населеному пункті Такідзава, префектура Івате, проводиться щорічний фестиваль кавунів, який є дуже популярним серед японців. 2023 року мер міста Такідзава навіть прийшов на пресконференцію перед фестивалем в головному уборі у формі кавуна[8].
- Кавун є одним із характерних символів та локальних брендів Херсонщини, який широко представлений в рекламі, сувенірах та інтернет-мемах[9]. Врожай кавунів традиційно вирушав баржами до Києва, а також постачався на експорт. Тому Херсонська область, вирощуючи по кілька тисяч тон кавунів на рік, в культурі тісно асоціюється з цією ягодою[10]. Після звільнення правобережної Херсонщини 11 листопада 2022 року від російських окупантів в українському інфопросторі стався так званий «Кавуновий флешмоб», під час якого компанії, організації, телеграм-канали та політичні діячі використовували кавун в аватарах своїх соцмереж.
- Сік кавуна використовується для приготування нардеку.